# Forio
Forio község (comune) Olaszország Campania régiójában, Nápoly megyében.

## Fekvése
Ischia szigetének keleti részén fekszik. Határai: Lacco Ameno és Serrara Fontana. A település egy tengerbe nyúló dombocskán, az Epomeo nyúlványán épült ki.

## Története

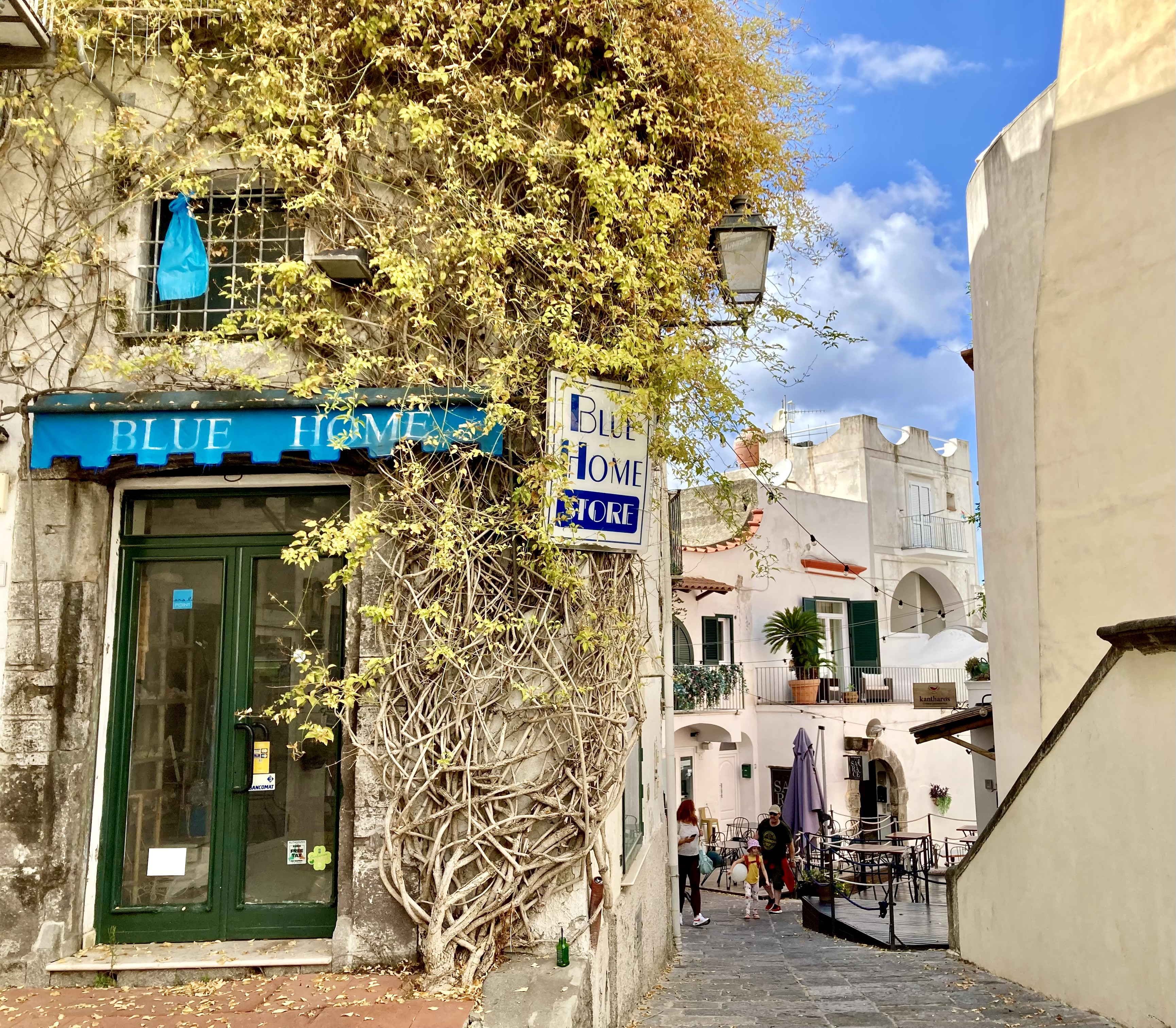
Utca Forióban

Foriót a szürakuszai görög telepesek alapították, akiket Ischia szigetének kellemes klímája vonzott. A szigeten található vulkán, a Caccavello kitörése során a görögök elmenekültek. A vulkán kitörése után a rómaiak és nápolyiak népesítették be. A syracusaiak közbenjárása következtében Julius Caesar visszaadta a települést régi alapítóinak. Florio a rómaiak kedvelt fürdőhelye volt. A mai Spiaggia di Citara ebben az időben Venus Citareának és Apollónak volt szentelve. A sorozatos barbár támadások során a település elnéptelenedett, lakosai a szigeten levő magasabb vidékekre menekültek. A középkor során a település, akárcsak Ischia szigete, a Nápolyi Királyság része lett. Ekkor az elmenekült lakosok visszatértek és újra felépítették településüket. 12 torony védte a partokat, s ezek közül egy, a legnagyobb, a Torrione (ma múzeum). A királyság első évszázadaiban a lakosság számára a legfőbb problémát a szaracén kalózok sorozatos fosztogatásai jelentették. Gazdaságának alapját a környező termékeny síkságon mezőgazdasága jelentette. Az ischiai bortermő vidék központja.

## Népessége
A népesség számának alakulása:

## Főbb látnivalói
Legfőbb látnivalója a Museo-Giardino di Lady Walton (Lady Walton kertmúzeuma), amelyet 1956-ban alapított a szigetre települő William Walton híres zeneszerző felesége és amely számos egzotikus növényfajt bemutató díszkert.
Forio az egyetlen fürdővároska Ischia nyugati partján. Strandja, a Spiaggia di Chiaia, a Tirrén-tenger nyílt részére tekint, akárcsak a tőle délre fekvő tengerpart, a Spiaggia di Cittara.